# Interstate 795 (Maryland)
Pour les articles homonymes, voir Interstate 795.
L'Interstate 795 (I-795), aussi connue comme la Northwest Expressway, est une autoroute auxiliaire de 9 miles (14 km) reliant les banlieues nord-ouest de Baltimore que sont Pikesville, Owings Mills et Reisterstown à la Baltimore Beltway (I-695). L'autoroute n'est pas reliée directement à son autoroute-mère, l'I-95. Elle l'est via l'I-695.

## Description du tracé

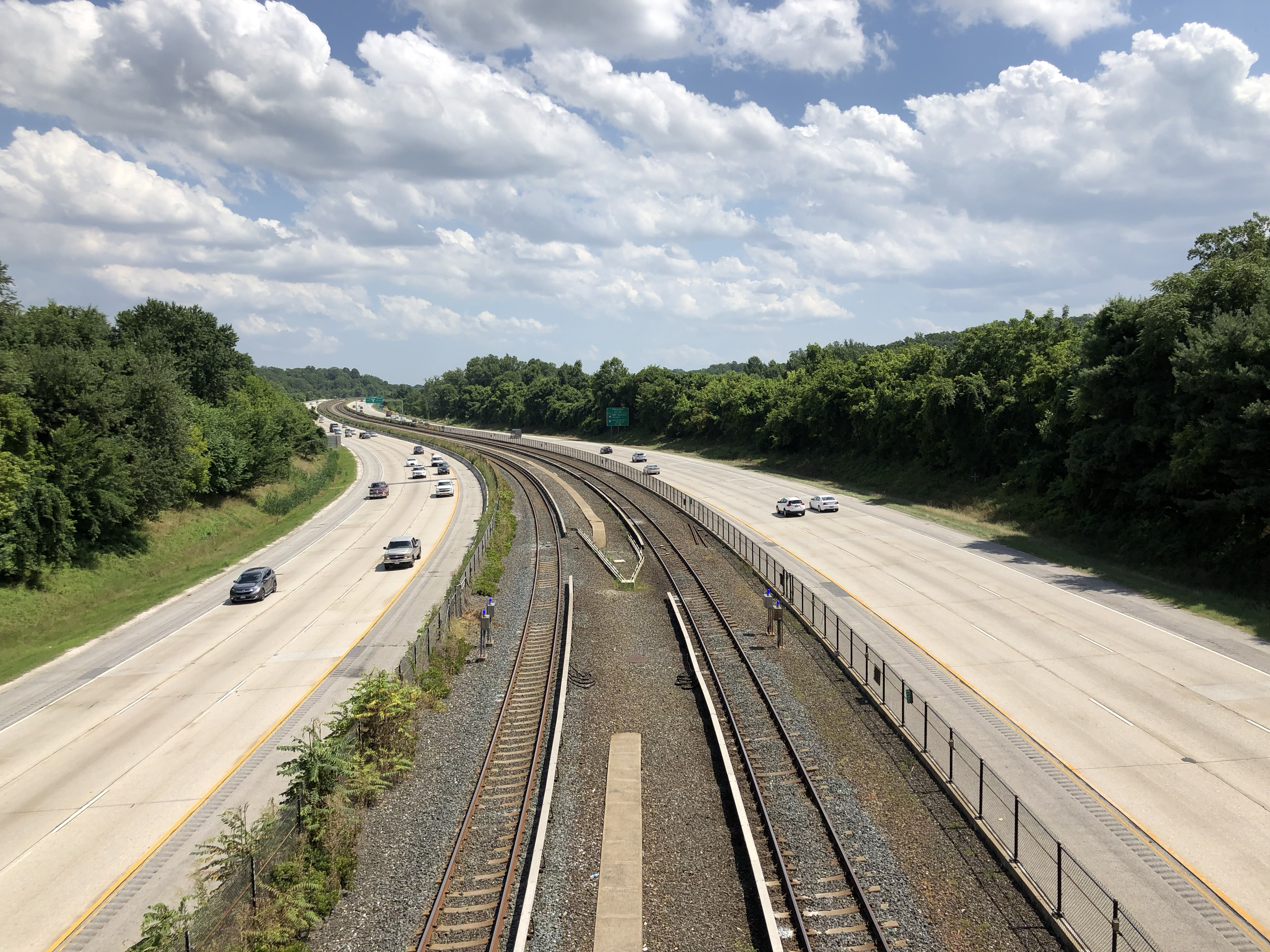
I-795 sud depuis McDonogh Road, avec la ligne de métro en médiane

L'I-795 débute à Pikesville à un échangeur avec l'I-695 (Baltimore Beltway). C'est l'I-695 qui donne accès à l'I-95 vers Washington, DC et Philadelphie ainsi que Baltimore. Dès son terminus sud, la médiane de l'autoroute est occupée par une ligne du métro de Baltimore. L'autoroute se dirige vers le nord-ouest.
Le premier échangeur de l'I-795 se trouve avec Owings Mills Boulevard (MD 940, non-indiquée), qui mène directement à la station de métro d'Owings Mills. L'I-795 continue vers le nord-ouest et croise le Franklin Boulevard avant d'atteindre son terminus nord à la jonction avec MD 140 aux limites de Reisterstown.

## Histoire
La voie de communication fut l'une des premières autoroutes gratuites planifiées dans l'État du Maryland. La première section d'environ 6 km fut achevée en 1985 tandis que les 9 derniers km furent achevés en 1987. Le plan initial prévoyait de suivre le tracé du Metro Subway.

## Liste des sorties
| Interstate 795 |              |      |       |        |                                                |                                                             |
| Comté          | Municipalité | mi   | km    | Sortie | Intersections / Destinations                   | Notes                                                       |
| Baltimore      | Pikesville   | 0,00 | 0,00  | 1      | I-695 – Glen Burnie, Towson                    | Indiqué sortie 1A (est) et 1B (ouest); sortie 19 de l'I-695 |
| Baltimore      | Owings Mills | 3,93 | 6,32  | 4      | Owings Mills Boulevard – Métro                 | Indiqué sortie 4A-B en direction sud                        |
| Baltimore      | Reisterstown | 6,55 | 10,54 | 7      | Franklin Boulevard                             | Indiqué sortie 7A (est) et 7B (ouest) en direction nord     |
| Baltimore      | Reisterstown | 8,88 | 14,29 | 9A     | MD 30 (en) nord vers MD 140 (en) est – Hanover |                                                             |
| Baltimore      | Reisterstown | 8,99 | 14,47 | 9B     | MD 140 (en) ouest – Westminster                | Continue à l'ouest comme MD 140                             |
|                |              |      |       |        |                                                |                                                             |